# Ingerana
Ingerana es un género de anfibios anuros de la familia Dicroglossidae. Sus especies se distribuyen por la región indomalaya continental, desde el norte de la India y Nepal hasta el sur de China y hacia el sur hasta la península malaya.

## Lista de especies
Se reconocen las 4 siguientes:
- Ingerana borealis (Annandale, 1912)
- Ingerana charlesdarwini (Das, 1998)
- Ingerana reticulata (Zhao & Li, 1984)
- Ingerana tenasserimensis (Sclater, 1892)

## Publicación original
- Dubois, A. 1987 "1986". Miscellanea taxinomica batrachologica (I). Alytes, París, vol. 5, pp. 7-95.